# Göschenen
Göschenen (Ausspracheⓘ; rätoromanisch Caschanuttaⓘ) ist eine Einwohnergemeinde im Schweizer Kanton Uri.

## Geografie

Luftbild von Werner Friedli vom 16. Juli 1963

### Geografische Lage
Das Dorf Göschenen liegt im oberen Reusstal. Zur Gemeinde gehören nebst dem Dorf die Weiler Abfrutt (1168 m), Wiggen (1318 m) und Gwüest (1582 m) im Göschenertal.

### Gewässer

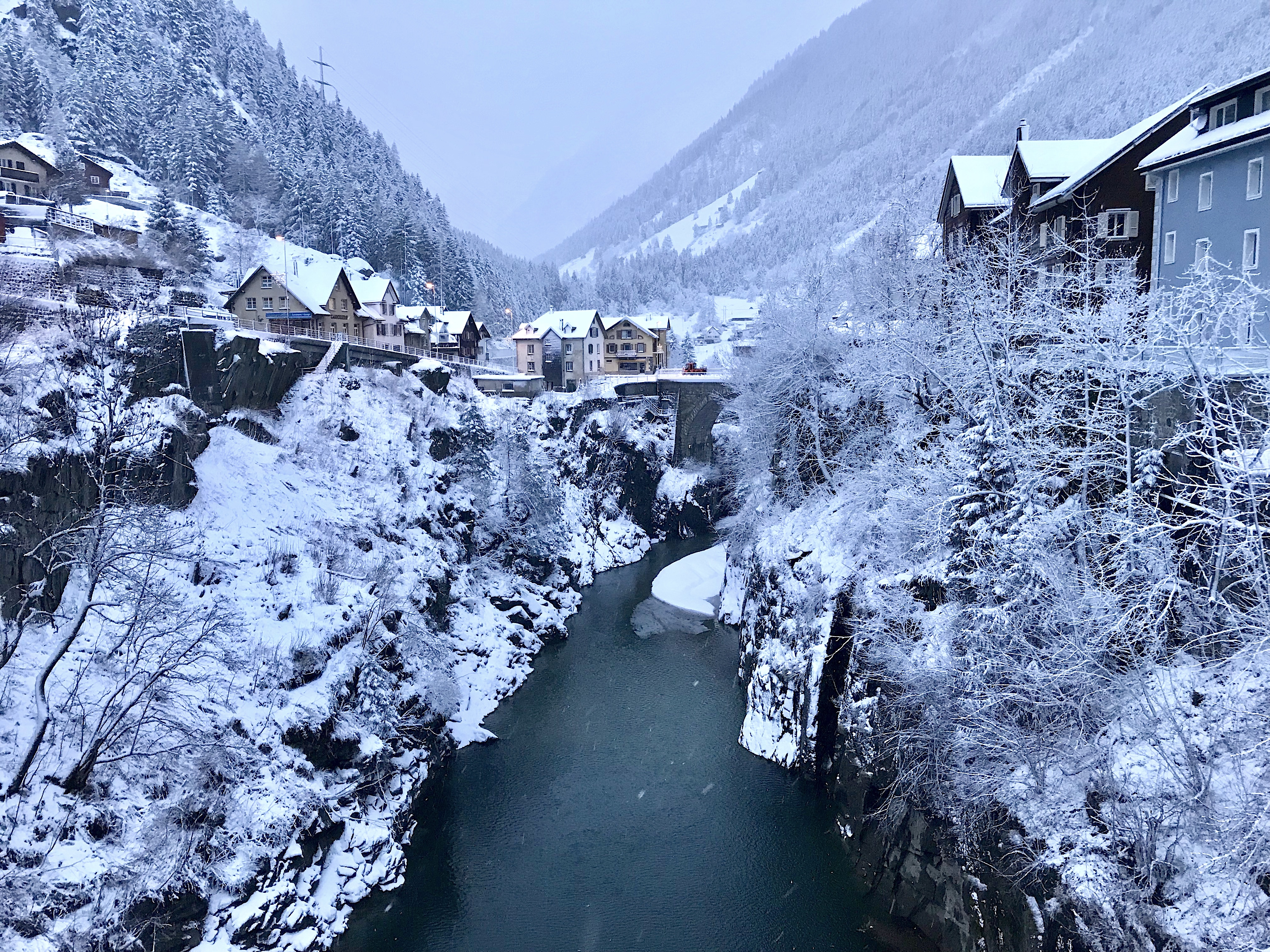
Göschenerreuss im Winter (2018)

Die frühere Siedlung Göscheneralp, neun Kilometer westlich des Dorfs, ist im Stausee Göscheneralpsee verschwunden. Ihre Bewohner siedelten nach Gwüest um.
Bei der Alpsiedlung Wiggen vereinigen sich die Alper Reuss und die Voralpreuss, die durch das Voralptal fliesst. Der Fluss trägt von da an den Namen Göschenerreuss und mündet unterhalb des Dorfes in die Reuss.

### Gebiet
Nur 1 % der Gemeinde sind Siedlungsfläche, davon ist die Hälfte Verkehrsfläche. Die Landwirtschaftsfläche erreicht mit 759 ha auch nur einen Anteil von 7 %, darunter befinden sich in erster Linie die Alpgebiete im Göschenertal mit 689 ha. Nur 70 ha sind Wies- und Ackerland. Neben 11 % Wald umfasst das unproduktive Gebiet den Grossteil des Gemeindegebiets, insgesamt 8372 ha oder 80,4 %. Es handelt sich fast ausschliesslich um vegetationsarme und vegetationslose Flächen im Hochgebirge.
Rechts der Reuss gehört das sehr steile Riental zum Gemeindegebiet von Göschenen. Es wird im Osten von der Bergkette von Schijenstock, Bächenstock und Rienzenstock begrenzt. Die fast unwegsame Rientalalp ist über einen steilen Bergweg erreichbar, der über den Berggrat zur Oberalp von Andermatt hinüberführt.
Das Göscheneralptal ist für alpine Wanderungen erschlossen. Fünf Schutzhütten und ein Biwak des Schweizer Alpen-Clubs SAC stehen auf dem Gemeindegebiet von Göschenen: die Salbit-, die Voralp-, die Chelenalphütte, die Bergsee- und die Dammahütte, wobei die beiden Ersteren seit 2010 für alpine Wanderer durch die Salbitbrücke verbunden sind.

### Nachbarschaft
Göschenen grenzt im Westen auf der Bergkette des Winterbergs mit dem Dammastock an die Walliser Gemeinde Obergoms und an die Berner Oberländer Gemeinde Innertkirchen, im Norden an Wassen, im Osten an Gurtnellen und im Süden an Andermatt, Hospental und Realp. Nordwestlich des Dammastocks findet sich ein Dreikantonseck zu den Kantonen Bern und Wallis ().

## Bevölkerung
| Jahr | Einwohner |
| ---- | --------- |
| 1837 | 0344      |
| 1850 | 0348      |
| 1880 | 2992      |
| 1888 | 0703      |
| 1920 | 0974      |
| 1930 | 0860      |
| 1941 | 0850      |
| 1950 | 0698      |
| 1960 | 1284      |
| 1970 | 0888      |
| 1980 | 0708      |
| 1990 | 0585      |
| 2000 | 0511      |
| 2005 | 0473      |
| 2010 | 0428      |

Zwischen 1837 und 1850 stagnierte die Einwohnerzahl. Wegen seiner Zugehörigkeit zur Gemeinde Wassen (bis 1875) gibt es danach bis 1880 keine Bevölkerungsangaben mehr. Die Rekordzahl von 1880 ist bedingt durch die Anwesenheit zahlreicher Bauarbeiter der Gotthardbahn. Darauf ist auch der erhebliche Bevölkerungsschwund bis 1888 zurückzuführen. Als Folge des Anschlusses ans Schienennetz kam es zwischen 1888 und 1920 zu einem Wachstum von fast 40 %.
In den 1920er Jahren kam es zu einem starken Bevölkerungsschwund (1920–1930: −11,3 %), gefolgt von einem Jahrzehnt der Stagnation. In den 1940er Jahren folgte ein weiterer Auswanderungsschub (1941–1950: −17,9 %), vorab ins Urner Unterland. Die hohe Einwohnerzahl von 1960 lässt mit der Präsenz zahlreicher Bauarbeiter für den Göscheneralpstausee erklären. Immerhin führte dieser Bau zu einem erheblichen Bevölkerungswachstum (1950–1970: +27,2 %), so dass Göschenen 1970 mehr Einwohner zählte als 1941. Seither sinkt die Zahl der Bewohner; zwischen 1970 und 2005 halbierte sich die Einwohnerzahl.

### Sprachen
Die Bevölkerung spricht eine hochalemannische Mundart. Fast die gesamte Einwohnerschaft spricht als tägliche Umgangssprache deutsch. Bei der letzten Volkszählung im Jahr 2000 gaben 95 % Deutsch, 2 % Portugiesisch und 1 % Spanisch als Hauptsprache an.

### Religionen – Konfessionen
Die Bevölkerung war früher vollumfänglich Mitglied der römisch-katholischen Kirche. Die Konfessionsverhältnisse im Jahr 2000 lassen immer noch die ursprüngliche Struktur erkennen. 452 Personen waren katholisch (88,45 %). Daneben gab es 4 % evangelisch-reformierte Christen und 4 % Konfessionslose. 14 Personen machten keine Angaben zu ihrem Glaubensbekenntnis.

### Herkunft – Nationalität
Von den Ende 2005 473 Bewohnern waren 440 (93 %) Schweizer Staatsangehörige. Die Zugewanderten stammen mehrheitlich aus Mitteleuropa (Deutschland, Liechtenstein und Österreich), aus Südeuropa (Italien, Portugal und Spanien) und aus Island sowie Brasilien. Bei der Volkszählung 2000 waren 483 Personen (94 %) Schweizer Bürger; davon besassen fünfzehn Personen die doppelte Staatsbürgerschaft.

### Altersstruktur
Die Gemeinde zählt einen hohen Anteil an älteren Bewohnern. Der Anteil der Personen unter zwanzig Jahren von 21 % der Bevölkerung liegt deutlich unter dem Anteil der Personen im Seniorenalter (60 Jahre und älter: 26,42 %).
| Alter  | 0–6 Jahre | 7–15 Jahre | 16–19 Jahre | 20–29 Jahre | 30–44 Jahre | 45–59 Jahre | 60–79 Jahre | ≥ 80 Jahre |
| ------ | --------- | ---------- | ----------- | ----------- | ----------- | ----------- | ----------- | ---------- |
| Anzahl | 28        | 57         | 22          | 56          | 111         | 102         | 115         | 20         |
| Anteil | 5,48 %    | 11,15 %    | 4,31 %      | 10,96 %     | 21,72 %     | 19,96 %     | 22,50 %     | 3,91 %     |

## Politik
Legislative

Die Gemeindeversammlung bildet die Legislative. Sie tritt meistens zweimal jährlich zusammen.
Exekutive

Der fünfköpfige Gemeinderat bildet die Exekutive. Gemeindepräsident ist Felix Cavaletti (Stand 2017).

## Wirtschaft und Infrastruktur

### Wirtschaft
Im Jahr 2005 gab es zehn Landwirtschaftsbetriebe, die 34 Arbeitsstellen anboten. Industrie und Gewerbe beschäftigten in vier Arbeitsstätten 75, der Dienstleistungsbereich in 17 Betrieben 96 Personen (Beschäftigung auf Vollzeitstellen umgerechnet). Die Volkszählung 2000 ergab 12 Landwirtschafts- und Forstbetriebe mit 35 Beschäftigten. Die Betriebszählung 2001 kam auf 6 Industrie- und Gewerbebetriebe mit 109 und 23 Dienstleistungsunternehmen mit 121 Beschäftigten. Von den im Jahr 2000 268 erwerbstätigen Personen Göschenens arbeiteten 143 (53 %) in der eigenen Gemeinde. Insgesamt bot der Ort 243 Menschen Arbeit an, von denen 143 (59 %) Einheimische waren.
Die 125 Wegpendler verrichten ihre Arbeit grösstenteils in anderen Gemeinden des Kantons Uri, darunter 34 Personen in Altdorf, 30 in Andermatt, je 12 in Erstfeld und Wassen, 7 in Schattdorf und 5 in Silenen. Es gab aber auch 100 Zupendler. Diese kamen hauptsächlich aus Silenen (20 Personen), Wassen (14), Andermatt (12), Altdorf und Schattdorf (je 10), Erstfeld und Gurtnellen (je 9).

### Energiegewinnung
Etwa acht Kilometer westlich der Ortschaft Göschenen liegt im Tal der Göschenerreuss der Göscheneralp-Stausee, der zur Energiegewinnung im Kraftwerk Göschenen dient. Daneben gibt es noch ein kleines Elektrizitätswerk der Gemeinde.

### Verkehr

#### Schienenverkehr
Auf Göschener Gemeindegebiet befindet sich das Nordportal des Gotthardtunnels, der zwischen 1872 und 1882 für die Gotthardbahn entstand. An ihr befindet sich unmittelbar nördlich des Tunnels der Bahnhof Göschenen. Dieser ist zudem Ausgangspunkt der Schöllenenbahn der MGB, einer meterspurigen Zahnradbahn hinauf zum Bahnhof Andermatt im Urserental. Die Strecke führt durch das steile Tal der Reuss mit der Schöllenenschlucht, an der historischen Teufelsbrücke und am Urnerloch vorbei.

#### Strassenverkehr
1980 wurde der Gotthard-Strassentunnel der Gotthard-Autobahn eröffnet, der hier ebenfalls sein Nordportal hat. Beim Portal befindet sich die Autobahnanschlussstelle Göschenen, deren Einfahrt in Richtung Gotthard-Tunnel bei Staus gesperrt wird, um zu verhindern, dass Autofahrer auf die Kantonsstrasse ausweichen.
Göschenen liegt ferner an der Hauptstrasse 2, die am Ort vorbei geführt wird. Von Altdorf kommend führt sie Richtung Süden durch die Schöllenenschlucht nach Andermatt und weiter zum Gotthardpass. Die historische Route zum Gotthard führte durch den Ort über die Zollbrücke sowie weiter südlich als Saumpfad über die Häderlisbrücke.

## Sehenswürdigkeiten

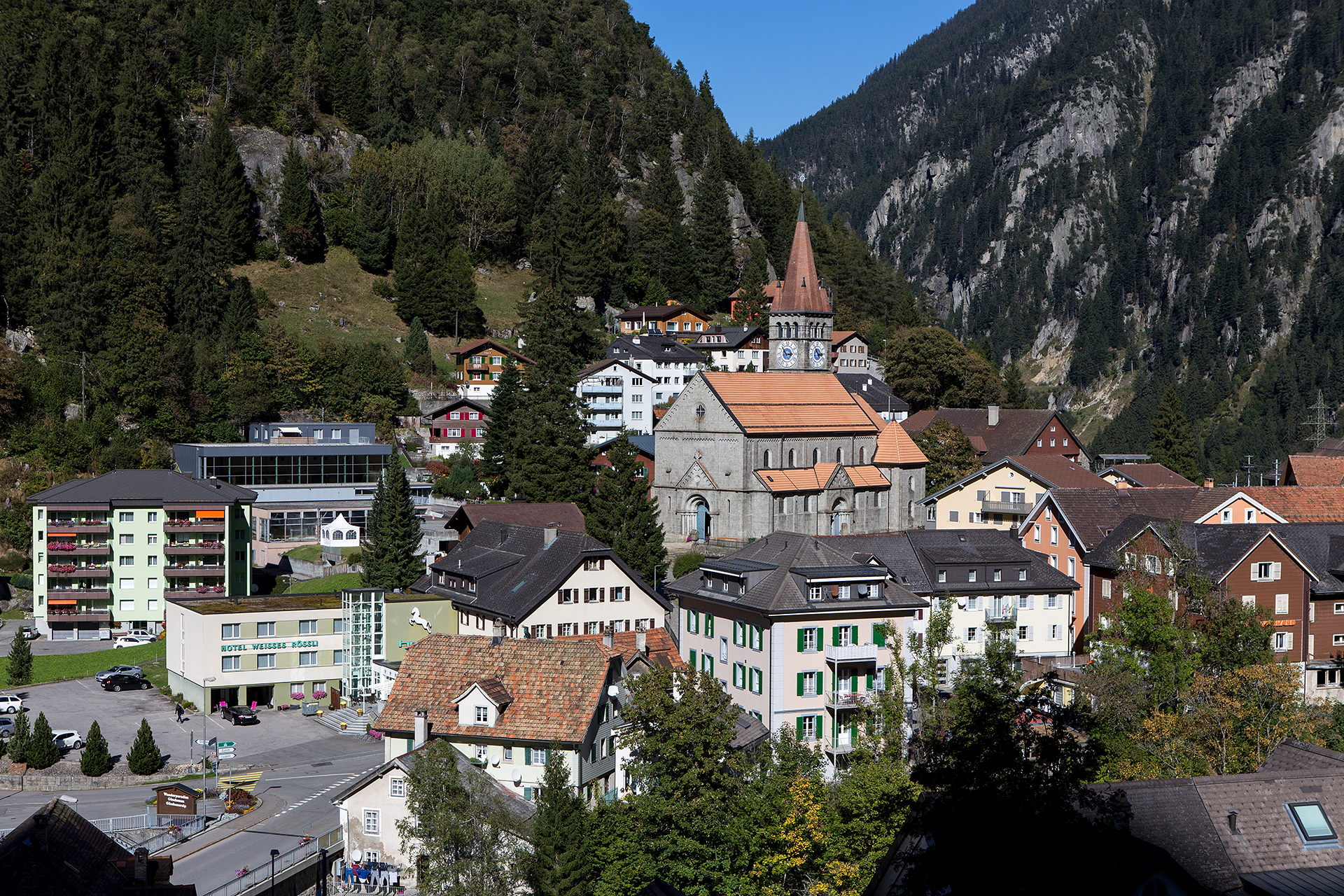
Göschenen Dorf
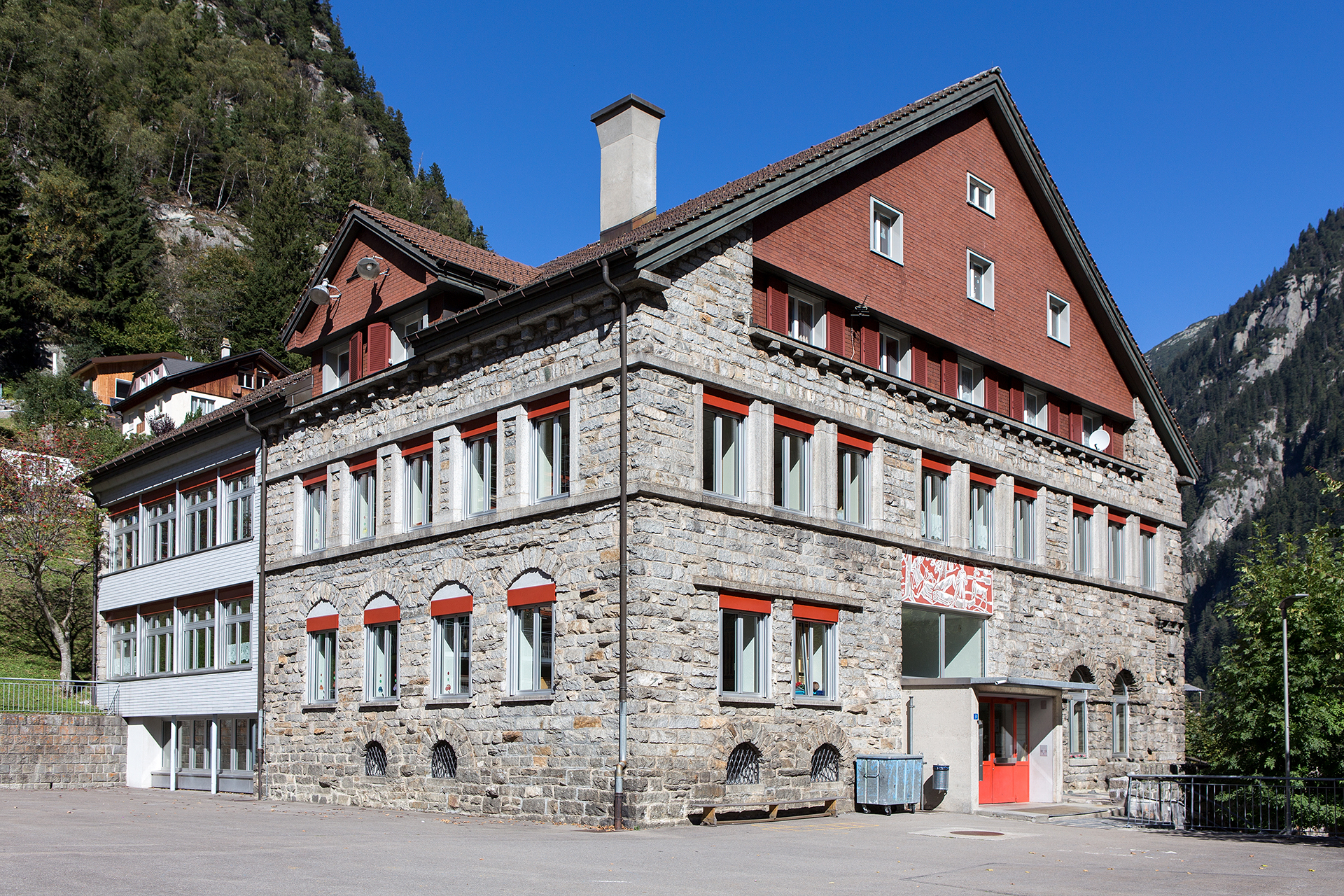
Primarschulhaus
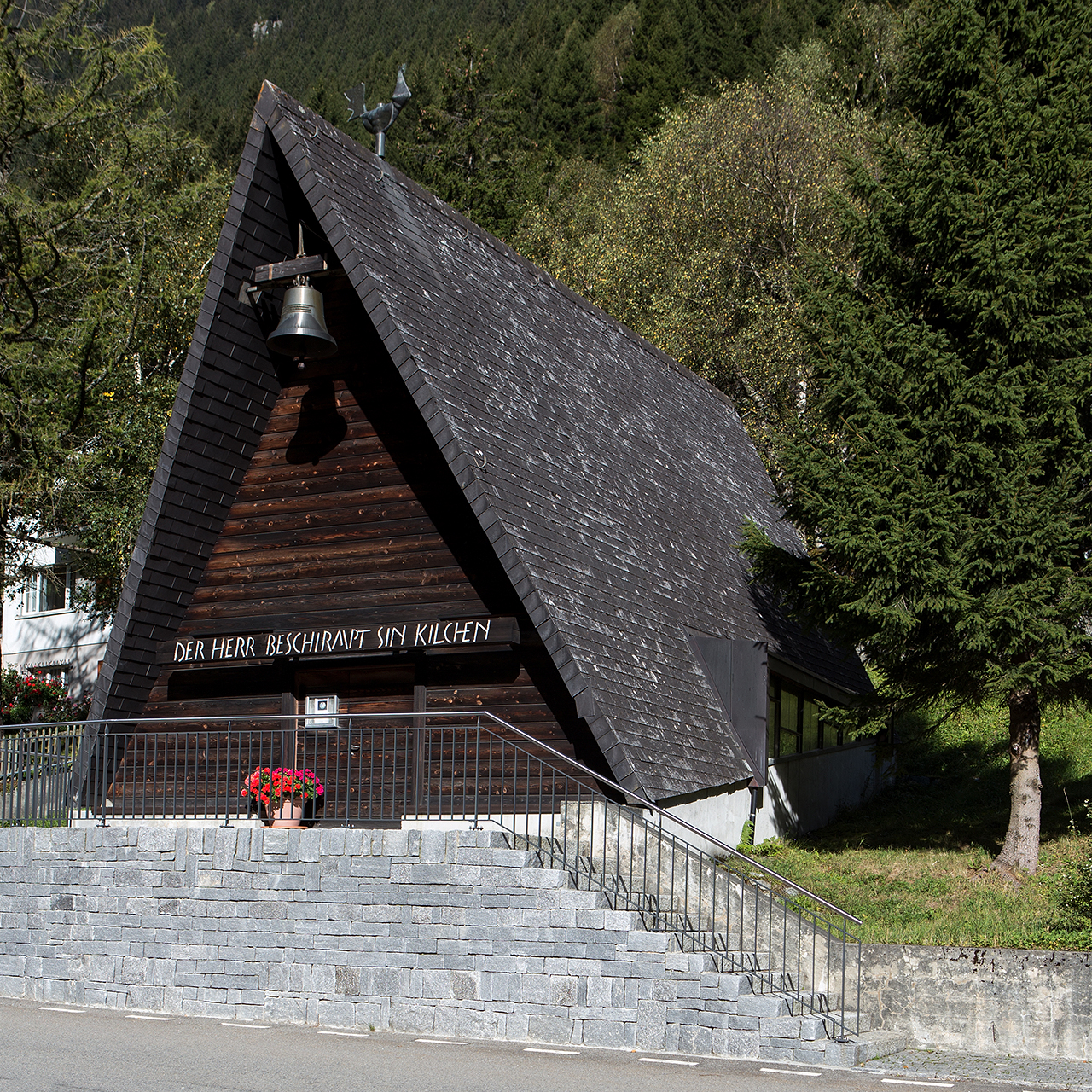
Reformierte Kirche
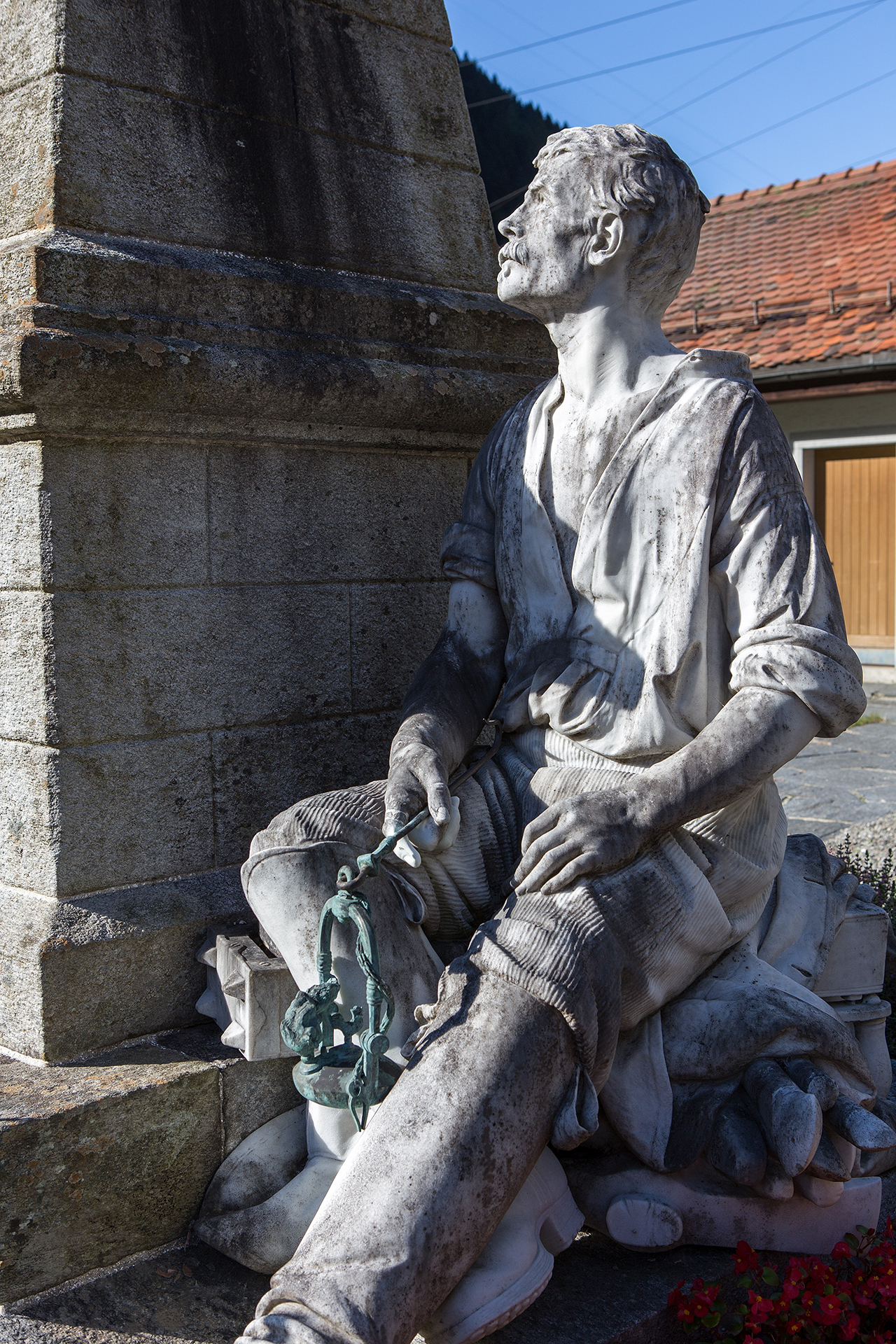
Denkmal Tunnelbau
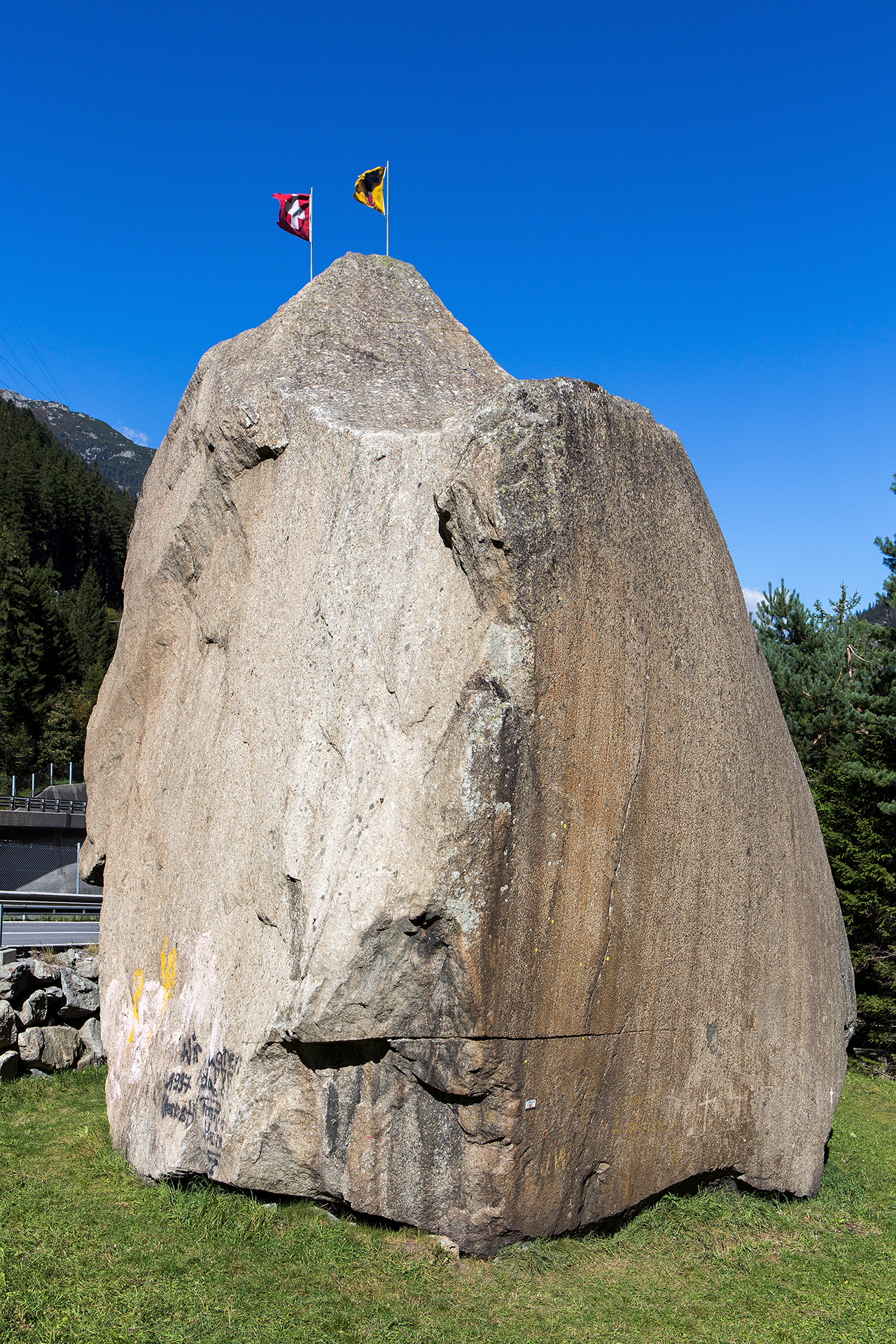
Teufelsstein
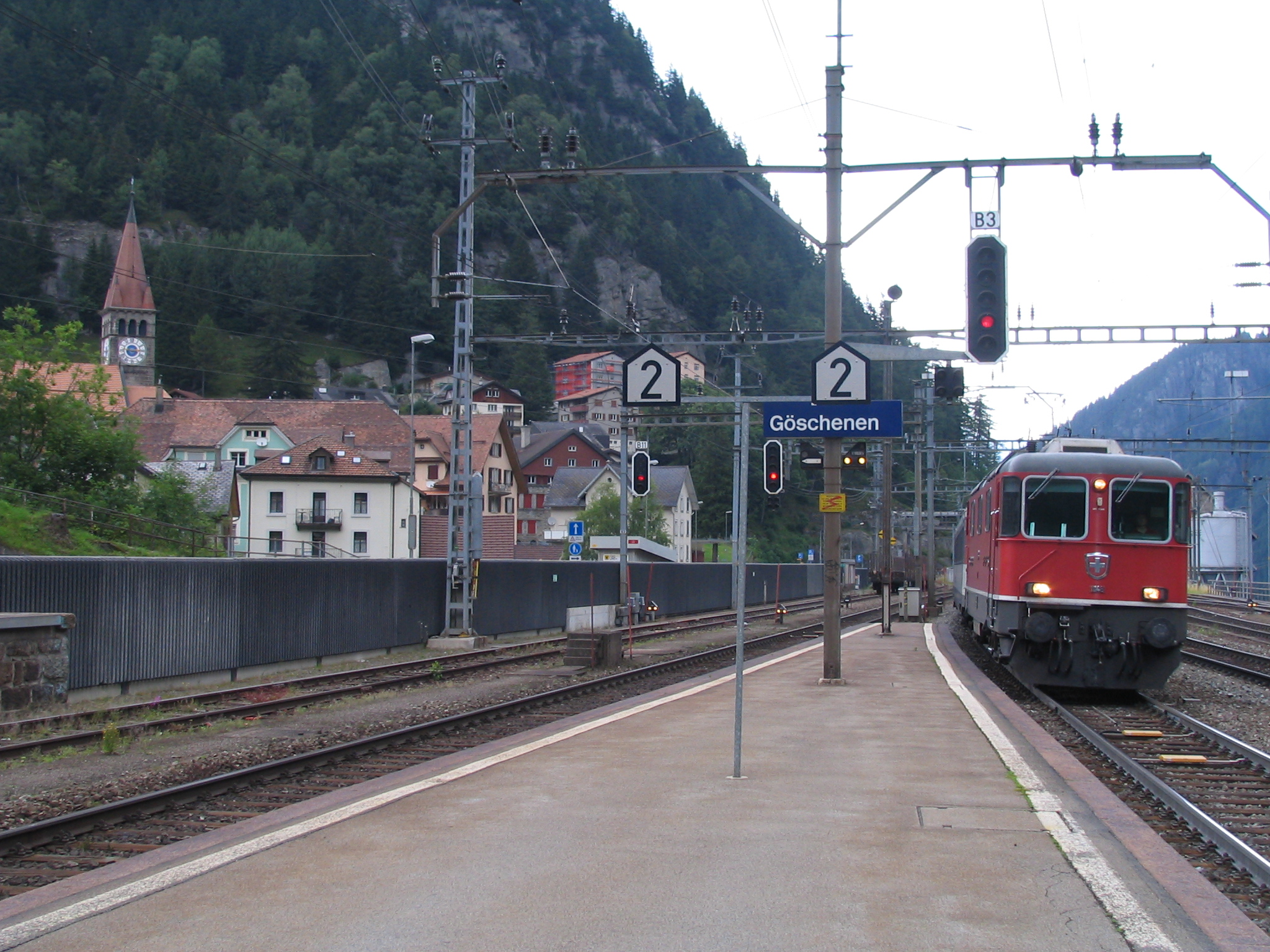
Göschenen gesehen vom Bahnhof
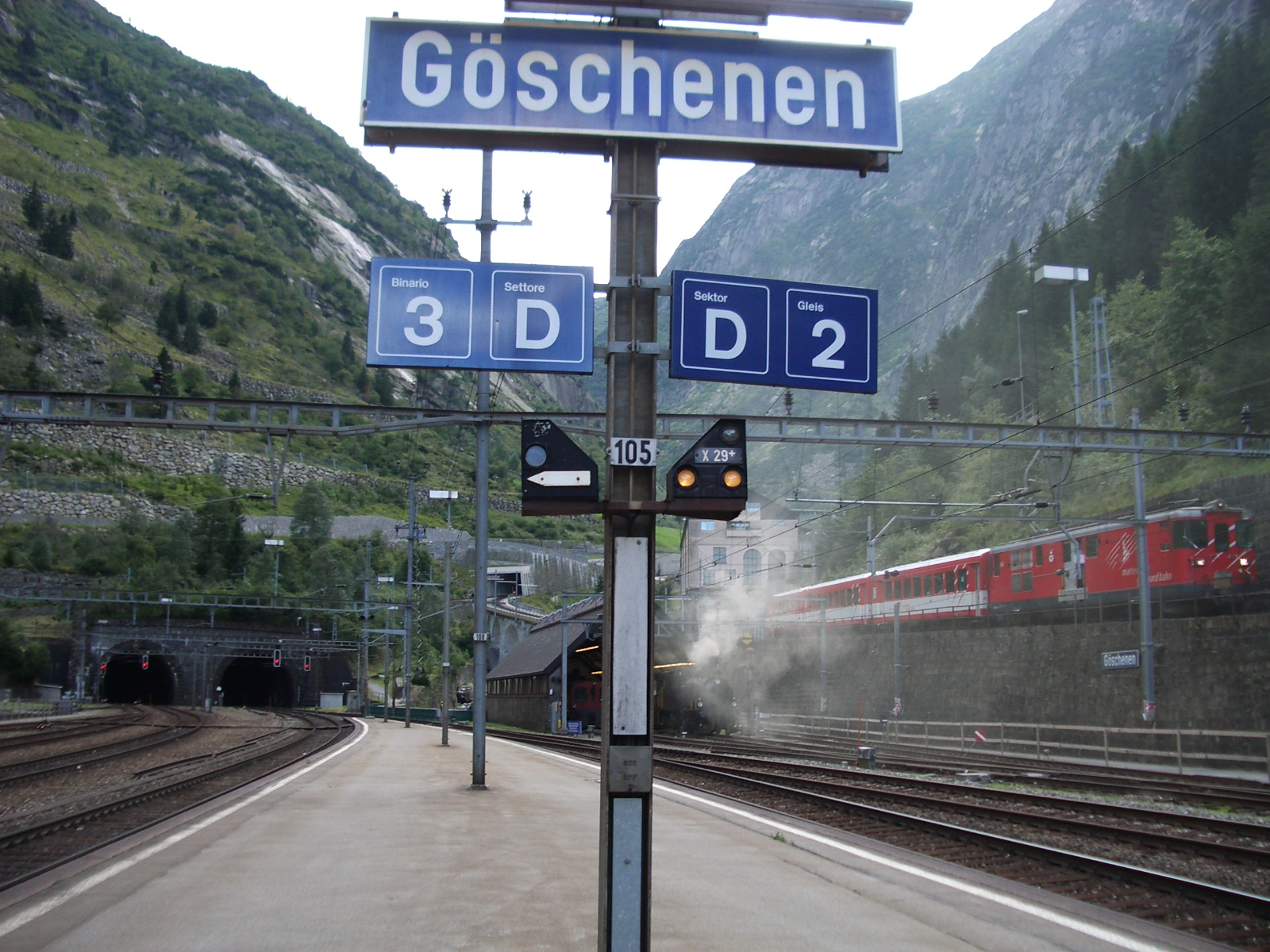
Bahnhof mit Gotthardtunnelportalen
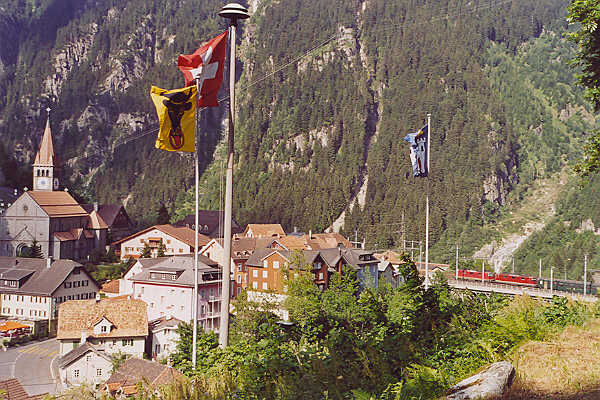
Göschenen
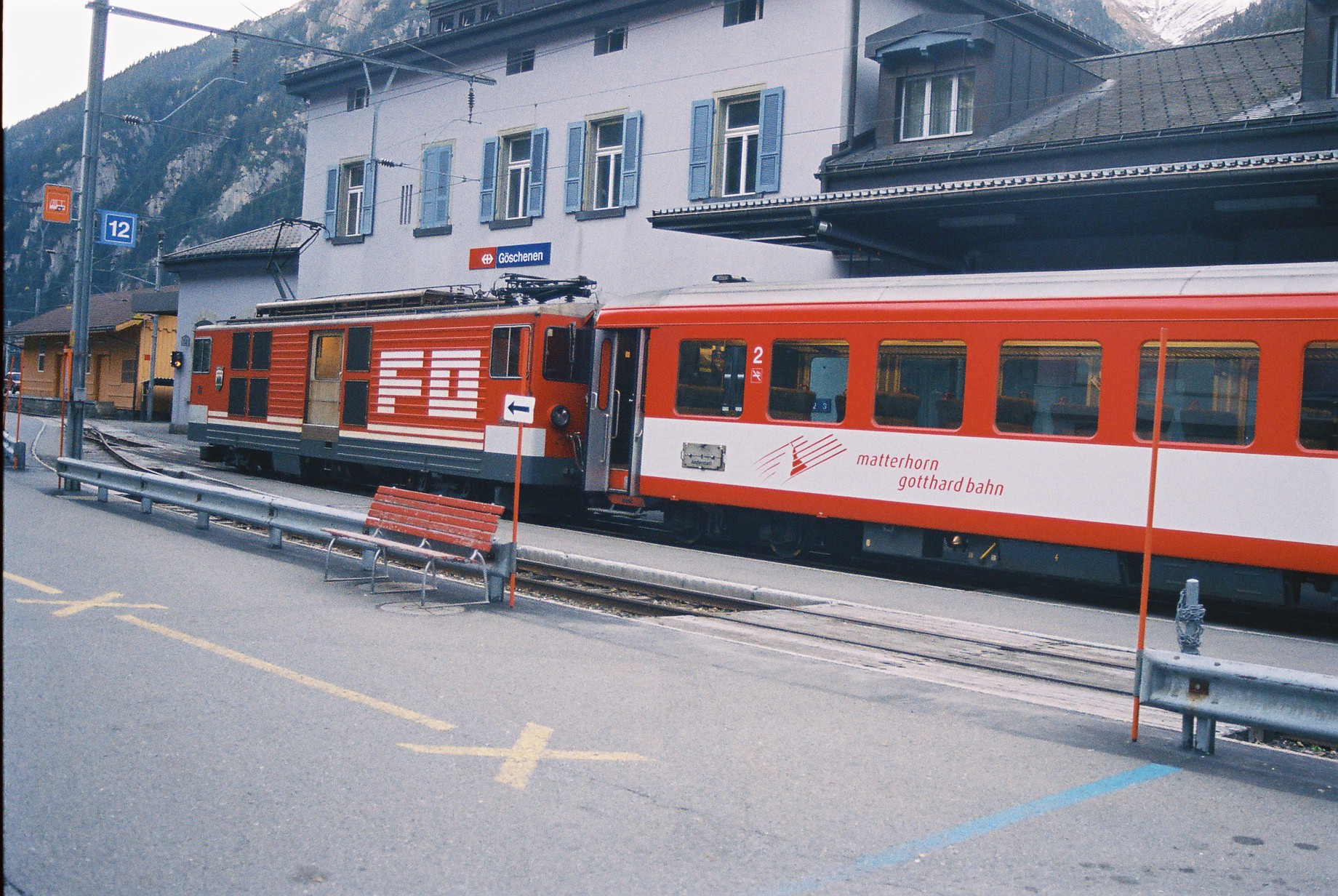
Typischer Pendelzug der Matterhorn-Gotthard-Bahn auf dem Bahnhofsvorplatz von Göschenen
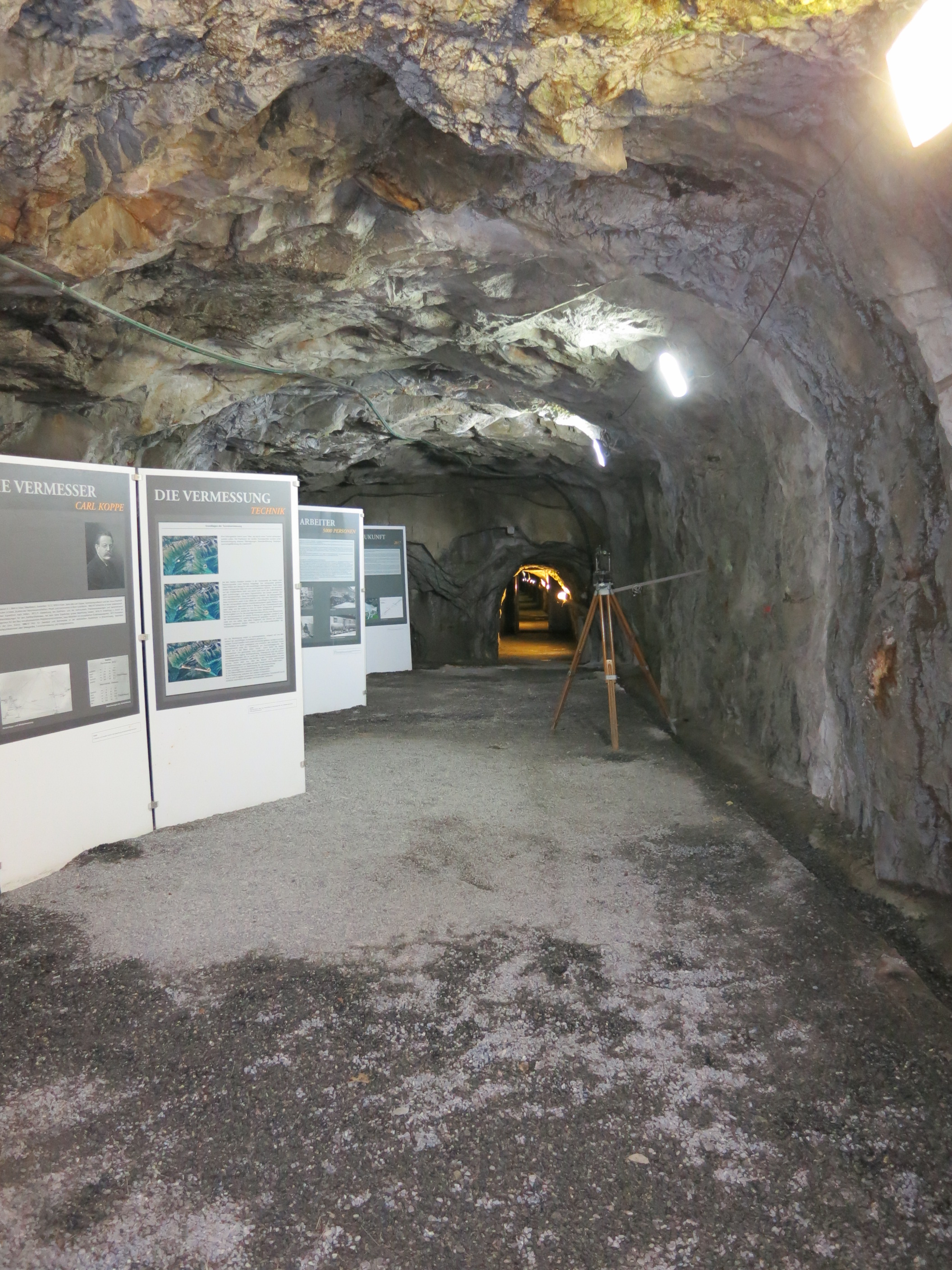
116 m langer Visierstollen für den Bau des Gotthardtunnels von 1872 (öffentlich zugänglich)
Göschenen Ende 19. Jahrhundert

## Persönlichkeiten
- Louis Favre (1826–1879), Ingenieur, starb 1879 in Göschenen während der Arbeiten am Gotthardtunnel
- Ernst Zahn (1867–1952), Schriftsteller, von 1900 bis 1916 Hotelier in Göschenen
- Marie Winkler-Leu (1873–1949), Mundartschriftstellerin
- Werner Meier (1916–2007), Gewerkschaftsfunktionär und Politiker, in Göschenen geboren